# Дубовий гай (пам'ятка природи, Лохвиця)
Дубо́вий Гай — ботанічна пам'ятка природи місцевого значення в Україні. Розташована в межах міста Лохвиця Полтавської області, при вул. Ватутіна за будинком № 108 (приміщення Лохвицької районної державної лабораторії ветеринарної медицини). 
Площа 1,0/36 га. Статус надано згідно з рішенням облвиконкому № 75 від 14.03.1989 року. Перебуває віданні Лохвицького управління житлово-комунального господарства. 
Статус надано для збереження невеликого лісового масиву з насадженнями дуба звичайного. Це залишок дубового гаю на придолинному плато, де зростає 36 дерев віком 120-150 років.

## Галерея

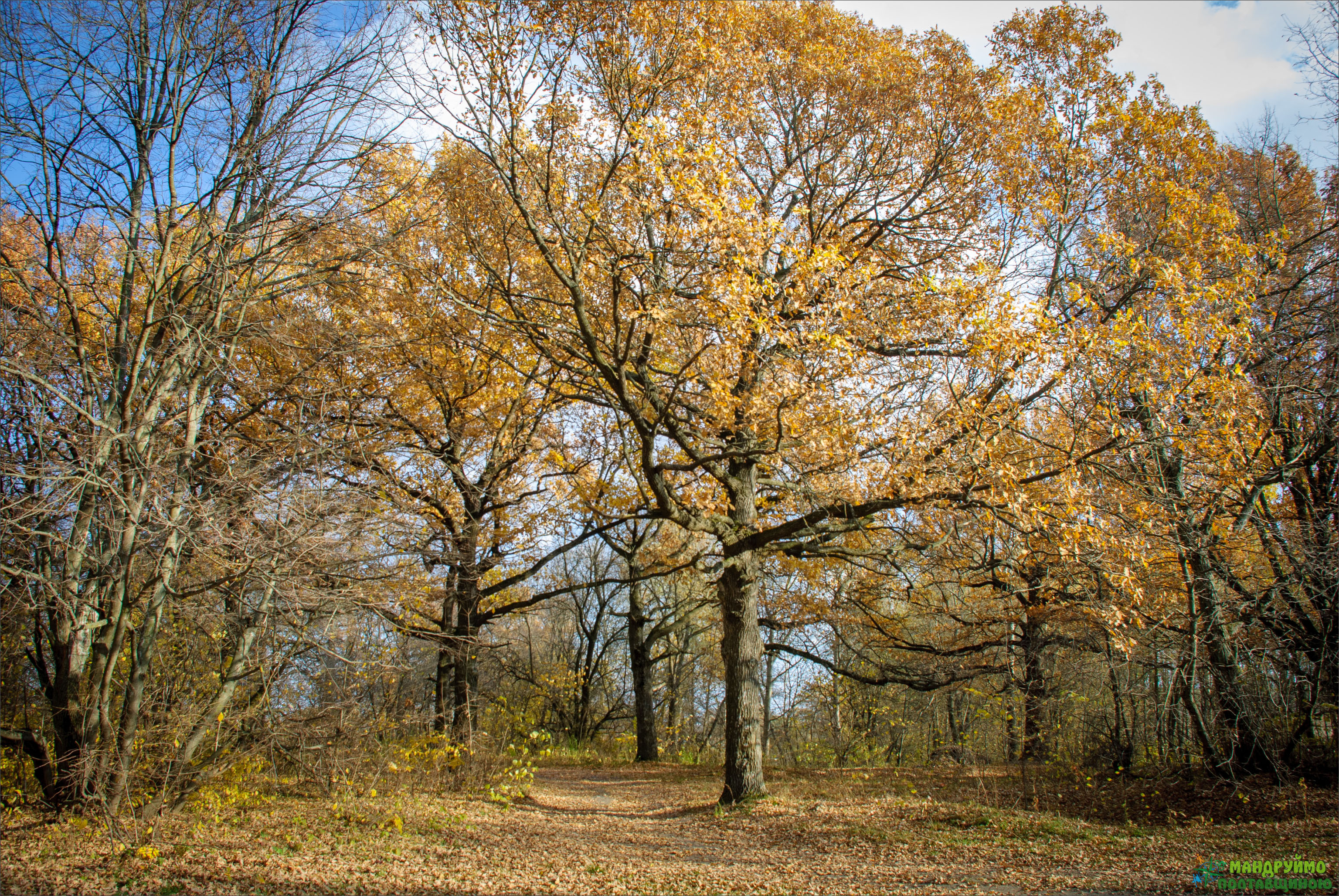
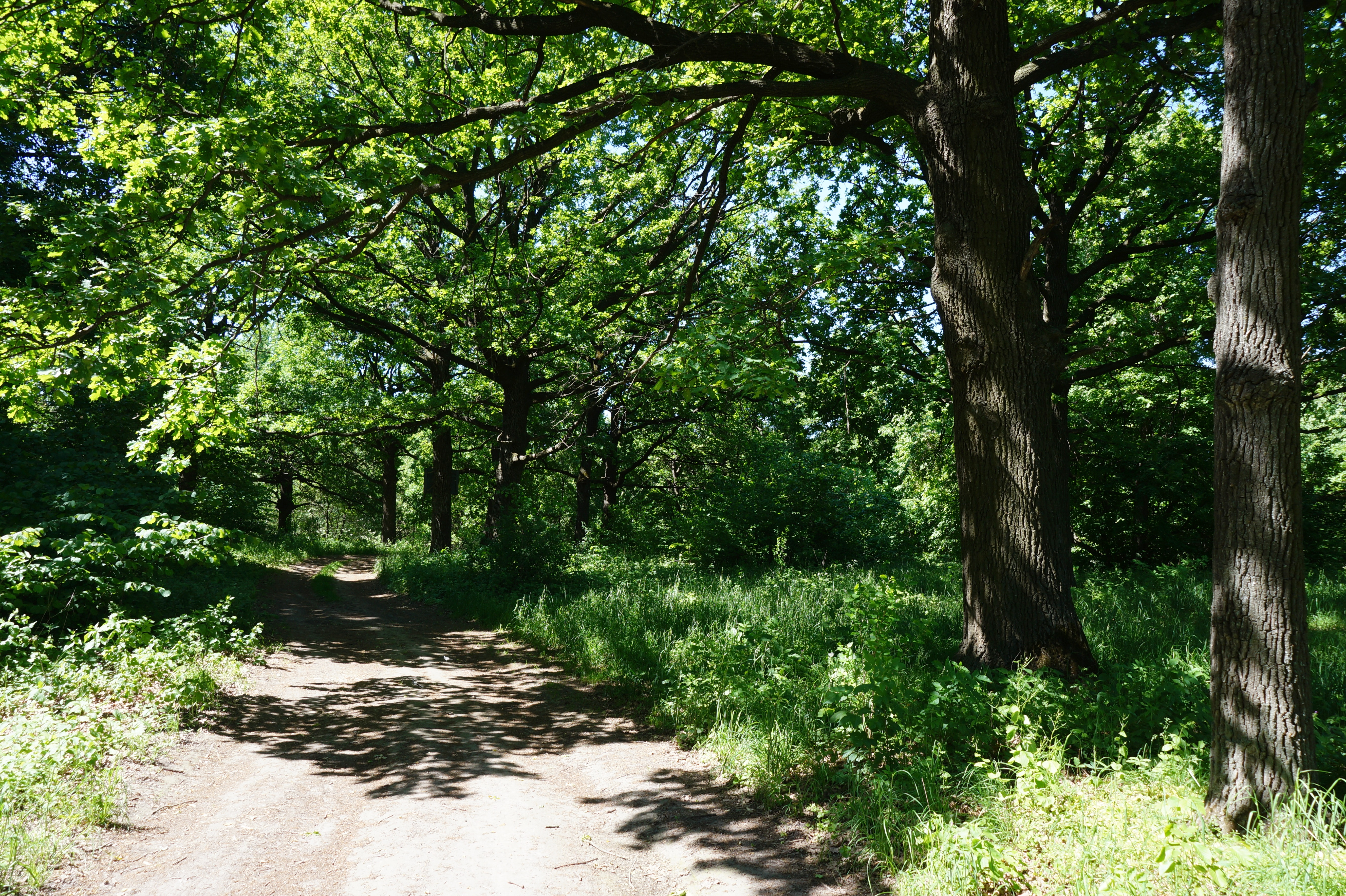